# Johannes Dukas (Sebastokrator)
Johannes Dukas (mittelgriechisch Ἰωάννης Δούκας; * um 1125/27; † um 1200) war ein byzantinischer Aristokrat aus der Dynastie der Angeloi. Er ist der Stammvater der Linie Angelos Komnenos Dukas, die nach dem Fall Konstantinopels  im Vierten Kreuzzug das Despotat Epirus begründete.

## Leben
Johannes Dukas war der älteste Sohn des Admirals Konstantin Angelos und der Theodora Komnena, einer Tochter von Kaiser Alexios I. und Irene Dukaina. Er war somit ein Neffe Johannes’ II. und ein Cousin Manuels I. Johannes hatte sechs Geschwister, darunter die Brüder Andronikos und Alexios. Statt des Nachnamens Angelos verwendete er, wie sein Bruder Andronikos, stets den Namen Dukas, wegen dessen höheren Prestiges.
Unter Manuel I. tritt Johannes Dukas erstmals im Jahr 1166 als Teilnehmer einer Synode in Erscheinung. 1176 war er als Regimentskommandeur an der Schlacht bei Myriokephalon beteiligt, in der das byzantinische Heer vom Seldschukensultan Kılıç Arslan II. entscheidend besiegt wurde.
Nachdem sein Neffe Isaak Angelos am 11. September 1185 Stephanos Hagiochristophorites, den mächtigen Handlanger Andronikos’ I., ermordet und sich in die Hagia Sophia geflüchtet hatte, schloss sich auch Johannes Dukas den Putschisten an. Den Geschichtsschreibern Niketas Choniates und Theodoros Skutariotes zufolge bot er sich sogar als neuer Kaiser anstelle des gestürzten Andronikos an. Angesichts seines bereits fortgeschrittenen Alters erhob sich in der versammelten Menge jedoch massiver Widerstand, so dass Isaak Angelos den Thron in Konstantinopel bestieg.
Johannes wurde von seinem Neffen mit der hohen Würde eines Sebastokrators (Vizekaisers) ausgezeichnet. Im Krieg gegen die aufständischen Bulgaren und Kumanen unter Theodor-Peter und Iwan Assen übernahm er 1186 das Oberkommando über die byzantinischen Truppen. Weil Johannes seinen ältesten Sohn Isaak mit einer Tochter des rebellischen Generals Alexios Branas verheiratet hatte, wurde er im folgenden Jahr vom misstrauischen Kaiser abberufen und durch den blinden Johannes Kantakuzenos ersetzt. 1191 begleitete Johannes Dukas seinen Neffen auf einem weiteren Feldzug gegen die Bulgaren, die den Byzantinern bei Trjawna eine schwere Niederlage zufügten.
Im April 1195 unterstützte Johannes Dukas die Usurpation seines Neffen Alexios III., an dessen Krönungszeremonie er in herausgehobener  Stellung beteiligt war. Als Alexios III., der keinen männlichen Erben und kurz zuvor zwei seiner Schwiegersöhne verloren hatte, im Frühjahr 1199 schwer erkrankte, trat Johannes noch einmal kurzzeitig als Thronprätendent auf.
Johannes Dukas war (in möglicherweise zweiter Ehe) mit Zoe Dukaina verheiratet, mit der er fünf Söhne (Isaak, Alexios, Theodoros, Manuel, Konstantin) und drei Töchter hatte. Sein unehelicher Sohn Michael gründete 1204 das Despotat Epirus. Nach der Eroberung des lateinischen Königreichs Thessalonike (1224) beanspruchten Theodoros und nach ihm Manuel in Rivalität zu Johannes III. den byzantinischen Kaisertitel.